# قورباغه پلنگی دشت
قورباغه پلنگی دشت (نام علمی: Rana blairi) نام یک گونه از سرده قورباغه‌های برکه است.